# Kington
Kington este un oraș în comitatul Herefordshire, regiunea West Midlands, Anglia. 